# A magyar labdarúgó-válogatott mérkőzései (1930–1949)
Ez a szócikk tartalmazza a magyar labdarúgó-válogatott 1930 és 1949 közötti mérkőzéseit. A listában csak a Magyar Labdarúgó-szövetség által hivatalosan elismert mérkőzések szerepelnek.

## Mérkőzések
Győzelem
      Döntetlen
      Vereség
Az időpontok helyi idő szerint, zárójelben magyar idő szerint értendők.

### 1930–1939
1930
| 1930. április 13. 140. – barátságos | Svájc                      | 2–2               | Magyarország  | Bázel                                                   |  |
|                                     | Baumeister 7' Ramseyer 65' | (1–1) Jegyzőkönyv | Toldi 37' 63' | Nézőszám: 20 000 Játékvezető: Albert Prince-Cox (angol) |  |

| 1930. május 1. 141. – barátságos | Csehszlovákia           | 1–1               | Magyarország | Prága                                                |  |
|                                  | A. Hojer 73' (11-esből) | (0–1) Jegyzőkönyv | Hirzer 3'    | Nézőszám: 30 000 Játékvezető: Lauritz Andersen (dán) |  |

| 1930. május 11. 142. – 1927–1930-as Európa-kupa | Magyarország | 0–5               | Olaszország                                     | Budapest                                                                      |  |
|                                                 |              | (0–1) Jegyzőkönyv | Meazza 17' 65' 68' Magnozzi 71' Constantino 84' | Stadion: Üllői úti stadion Nézőszám: 40 000 Játékvezető: Peco Bauwens (német) |  |

| 1930. június 1. 143. – barátságos | Magyarország       | 2–1               | Ausztria       | Budapest                                                                               |  |
|                                   | Kohut 4' Turay 57' | (1–0) Jegyzőkönyv | Adelbrecht 83' | Stadion: Hungária körúti stadion Nézőszám: 20 000 Játékvezető: Willem Eymers (holland) |  |

| 1930. június 8. 144. – barátságos | Magyarország                                        | 6–2               | Hollandia                      | Budapest                                                                      |  |
|                                   | Turay 15' 56' Avar 40' 44' 69' (11-esből) Toldi 53' | (3–0) Jegyzőkönyv | Van der Heyden 48' Landaal 90' | Stadion: Üllői úti stadion Nézőszám: 14 000 Játékvezető: Peco Bauwens (német) |  |

| 1930. szeptember 21. 145. – barátságos | Ausztria                  | 2–3               | Magyarország             | Bécs                                                                             |  |
|                                        | Weselik 27' Gschweidl 60' | (1–2) Jegyzőkönyv | Turay 28' 80' Titkos 30' | Stadion: Hohe Warte Stadion Nézőszám: 40 000 Játékvezető: Albino Carraro (olasz) |  |

| 1930. szeptember 28. 146. – barátságos | Németország                                             | 5–3               | Magyarország          | Drezda                                                                    |  |
|                                        | R. Hofmann 59' L.Hofmann 63' 85' Ludwig 72' Lachner 77' | (0–3) Jegyzőkönyv | Takács II 29' 35' 40' | Stadion: Ostragehege Nézőszám: 42 000 Játékvezető: Lauritz Andersen (dán) |  |

| 1930. október 26. 147. – barátságos | Magyarország | 1–1               | Csehszlovákia | Budapest                                                                            |  |
|                                     | Titkos 30'   | (1–0) Jegyzőkönyv | Saltys 48'    | Stadion: Hungária körúti stadion Nézőszám: 12 000 Játékvezető: Peco Bauwens (német) |  |

1931
| 1931. március 22. 148. – 1931–1932-es Európa-kupa | Csehszlovákia                | 3–3               | Magyarország     | Prága                                                                    |  |
|                                                   | F. Svoboda 35' 66' Junek 45' | (2–2) Jegyzőkönyv | Avar 11' 33' 53' | Stadion: Sparta-pálya Nézőszám: 30 000 Játékvezető: Peco Bauwens (német) |  |

| 1931. április 12. 149. – 1931–1932-es Európa-kupa | Magyarország                                                  | 6–2               | Svájc               | Budapest                                                                                  |  |
|                                                   | Avar 3' 71' 87' P. Szabó 35' (11-esböl) Kalmár 75' Táncos 76' | (2–2) Jegyzőkönyv | Abegglen III. 4' 8' | Stadion: Hungária körúti stadion Nézőszám: 25 000 Játékvezető: Rinaldo Barlassina (olasz) |  |

| 1931. május 3. 150. – 1931–1932-es Európa-kupa | Ausztria | 0–0         | Magyarország | Bécs                                                                           |  |
|                                                |          | Jegyzőkönyv |              | Stadion: Hohe Warte Stadion Nézőszám: 45 000 Játékvezető: René Mercet (svájci) |  |

| 1931. május 21. 151. – barátságos | Jugoszlávia                                      | 3–2               | Magyarország | Belgrád                                                               |  |
|                                   | Tirnanics 19' Hitrec 55' (11-esböl) Lemesics 83' | (1–1) Jegyzőkönyv | Avar 35' 50' | Stadion: BSK-pálya Nézőszám: 14 000 Játékvezető: Emil Göbel (osztrák) |  |

| 1931. szeptember 20. 152. – barátságos | Magyarország                  | 3–0               | Csehszlovákia | Budapest                                                                      |  |
|                                        | Turay 10' Avar 16' Kalmár 32' | (3–0) Jegyzőkönyv |               | Stadion: Üllői úti stadion Nézőszám: 20 000 Játékvezető: Peco Bauwens (német) |  |

| 1931. október 4. 153. – 1931–1932-es Európa-kupa | Magyarország           | 2–2               | Ausztria        | Budapest                                                                            |  |
|                                                  | P. Szabó 41' Spitz 65' | (1–0) Jegyzőkönyv | Zischek 58' 86' | Stadion: Hungária körúti stadion Nézőszám: 40 000 Játékvezető: Peco Bauwens (német) |  |

| 1931. november 8. 154. – barátságos | Magyarország          | 3–1               | Svédország | Budapest                                                                            |  |
|                                     | Spitz 3' Avar 34' 56' | (2–1) Jegyzőkönyv | Rydell 9'  | Stadion: Üllői úti stadion Nézőszám: 13 000 Játékvezető: Rinaldo Barlassina (olasz) |  |

| 1931. december 13. 155. – 1931–1932-es Európa-kupa | Olaszország                         | 3–2               | Magyarország | Torino                                                                   |  |
|                                                    | Libonatti 22' Orsi 58' Cesarini 90' | (1–0) Jegyzőkönyv | Avar 54' 62' | Stadion: Campo Torino Nézőszám: 35 000 Játékvezető: René Mercet (svájci) |  |

1932
| 1932. február 19. 156. – barátságos | Egyiptom | 0–0         | Magyarország | Kairó                                                   |  |
|                                     |          | Jegyzőkönyv |              | Nézőszám: 6 500 Játékvezető: Rinaldo Barlassina (olasz) |  |

| 1932. március 20. 157. – barátságos | Csehszlovákia | 1–3               | Magyarország                   | Prága                                                                   |  |
|                                     | Silny 51'     | (0–0) Jegyzőkönyv | Turay 64' Závodi 65' Toldi 66' | Stadion: Sparta-pálya Nézőszám: 27 000 Játékvezető: Sophus Hansen (dán) |  |

| 1932. április 24. 158. – barátságos | Ausztria                                                 | 8–2               | Magyarország | Bécs                                                                            |  |
|                                     | Sindelar 3' 13' 31' Schall 34' 50' 64' 73' Gschweidl 52' | (4–2) Jegyzőkönyv | Cseh 44' 56' | Stadion: Hohe Warte Stadion Nézőszám: 62 000 Játékvezető: Alfred Birlem (német) |  |

| 1932. május 8. 159. – 1931–1932-es Európa-kupa | Magyarország         | 1–1               | Olaszország   | Budapest                                                                           |  |
|                                                | Toldi 45' (11-esből) | (1–1) Jegyzőkönyv | Costantino 4' | Stadion: Hungária körúti stadion Nézőszám: 40 000 Játékvezető: Sophus Hansen (dán) |  |

| 1932. június 19. 160. – 1931–1932-es Európa-kupa | Svájc                                       | 3–1               | Magyarország       | Bern                                               |  |
|                                                  | von Kanel 47' Passello 64' Abegglen III 81' | (0–0) Jegyzőkönyv | Weiler 79' (öngól) | Nézőszám: 20 000 Játékvezető: Stanley Rous (angol) |  |

| 1932. szeptember 18. 161. – 1931–1932-es Európa-kupa | Magyarország         | 2–1               | Csehszlovákia | Budapest                                                                     |  |
|                                                      | Toldi 78' Titkos 81' | (0–0) Jegyzőkönyv | Puc 73'       | Stadion: Üllői úti stadion Nézőszám: 25 000 Játékvezető: Otto Ohlsson (svéd) |  |

| 1932. október 2. 162. – barátságos | Magyarország        | 2–3               | Ausztria                                     | Budapest                                                                            |  |
|                                    | Kalmár 31' Déri 47' | (1–1) Jegyzőkönyv | Borsányi 40' (öngól) H. Müller 53' Braun 72' | Stadion: Üllői úti stadion Nézőszám: 28 000 Játékvezető: Rinaldo Barlassina (olasz) |  |

| 1932. október 30. 163. – barátságos | Magyarország       | 2–1               | Németország | Budapest                                                                              |  |
|                                     | Déri 11' Turay 80' | (1–1) Jegyzőkönyv | Malik 78'   | Stadion: Hungária körúti stadion Nézőszám: 15 000 Játékvezető: Albino Carraro (olasz) |  |

| 1932. november 27. 164. – barátságos | Olaszország                         | 4–2               | Magyarország                     | Milánó                                                                             |  |
|                                      | Orsi 26' 35' Meazza 52' Ferrari 79' | (2–1) Jegyzőkönyv | Bihámy 40' (11-esből) Markos 85' | Stadion: San Siro Stadion Nézőszám: 32 000 Játékvezető: William Bangerter (svájci) |  |

1933
| 1933. január 29. 165. – barátságos | Portugália   | 1–0               | Magyarország | Lisszabon                                            |  |
|                                    | G. Silva 57' | (0–0) Jegyzőkönyv |              | Nézőszám: 15 000 Játékvezető: Ramón Melcón (spanyol) |  |

| 1933. március 5. 166. – barátságos | Hollandia         | 1–2               | Magyarország          | Amszterdam                                          |  |
|                                    | Van den Broek 24' | (1–1) Jegyzőkönyv | Bihámy 37' Teleki 73' | Nézőszám: 30 000 Játékvezető: John Langenus (belga) |  |

| 1933. március 19. 167. – barátságos | Magyarország       | 2–0               | Csehszlovákia | Budapest                                                                                  |  |
|                                     | Turay 22' Cseh 71' | (1–0) Jegyzőkönyv |               | Stadion: Hungária körúti stadion Nézőszám: 25 000 Játékvezető: William Bangerter (svájci) |  |

| 1933. április 30. 168. – barátságos | Magyarország | 1–1               | Ausztria      | Budapest                                                                            |  |
|                                     | Markos 85'   | (0–1) Jegyzőkönyv | Ostermann 35' | Stadion: Üllői úti stadion Nézőszám: 40 000 Játékvezető: Rinaldo Barlassina (olasz) |  |

| 1933. július 2. 169. – barátságos | Svédország                                                                | 5–2               | Magyarország         | Stockholm                                         |  |
|                                   | E. Persson I 46' Karlsson 53' Korányi I 58' (öngól) Nilsson 62' Kroon 89' | (1–0) Jegyzőkönyv | Sárosi 20' Toldi 57' | Nézőszám: 20 000 Játékvezető: Sophus Hansen (dán) |  |

| 1933. szeptember 17. 170. – 1933–1935-ös Európa-kupa | Magyarország                    | 3–0               | Svájc | Budapest                                                                                   |  |
|                                                      | Avar 7' 77' Minelli 66' (öngól) | (1–0) Jegyzőkönyv |       | Stadion: Hungária körúti stadion Nézőszám: 17 000 Játékvezető: Hans Frankenstein (osztrák) |  |

| 1933. október 1. 171. – barátságos | Ausztria                 | 2–2               | Magyarország        | Bécs                                                                               |  |
|                                    | H. Müller 16' Schall 34' | (2–0) Jegyzőkönyv | Avar 81' Polgár 84' | Stadion: Hohe Warte Stadion Nézőszám: 60 000 Játékvezető: Francesco Mattea (olasz) |  |

| 1933. október 22. 172. – 1933–1935-ös Európa-kupa | Magyarország | 0–1               | Olaszország  | Budapest                                                                      |  |
|                                                   |              | (0–1) Jegyzőkönyv | Borel II 31' | Stadion: Üllői úti stadion Nézőszám: 38 000 Játékvezető: Stanley Rous (angol) |  |

1934
| 1934. március 25. 174. – 1934-es vb-selejtező | Bulgária     | 1–4               | Magyarország                                            | Szófia                                              |  |
|                                               | Bajkusev 27' | (1–1) Jegyzőkönyv | Sárosi 29' P. Szabó 61' (11-esből) Toldi 88' Markos 89' | Nézőszám: 15 000 Játékvezető: Denis Xifandu (román) |  |

| 1934. április 15. 175. – barátságos | Ausztria                                       | 5–2               | Magyarország  | Bécs                                                                                   |  |
|                                     | Zischek 5' Viertl 22' Schall 30' Bican 59' 73' | (3–2) Jegyzőkönyv | Sárosi 1' 28' | Stadion: Hohe Warte Stadion Nézőszám: 60 000 Játékvezető: Augustin Krist (csehszlovák) |  |

| 1934. április 29. 176. – 1933–1935-ös Európa-kupa | Csehszlovákia      | 2–2               | Magyarország   | Prága                                                  |  |
|                                                   | Sobotka 2' Puc 42' | (2–1) Jegyzőkönyv | Sárosi 30' 56' | Nézőszám: 35 000 Játékvezető: Francesco Mattea (olasz) |  |

| 1934. április 29. 177. – 1934-es vb-selejtező | Magyarország                  | 4–1               | Bulgária    | Budapest                                                                                   |  |
|                                               | P. Szabó 9' 58' Solti 61' 73' | (1–0) Jegyzőkönyv | Todorov 62' | Stadion: Hungária körúti stadion Nézőszám: 10 000 Játékvezető: Hans Frankenstein (osztrák) |  |

| 1934. május 10. 178. – barátságos | Magyarország        | 2–1               | Anglia     | Budapest                                                                            |  |
|                                   | Avar 56' Sárosi 69' | (0–0) Jegyzőkönyv | Tilson 81' | Stadion: Üllői úti stadion Nézőszám: 35 000 Játékvezető: Rinaldo Barlassina (olasz) |  |

| 1934. május 27. 179. – 1934-es vb, nyolcaddöntő | Magyarország                        | 4–2               | Egyiptom             | Nápoly, Olaszország                                     |  |
|                                                 | Teleki 11' Toldi 30' 61' Vincze 54' | (2–2) Jegyzőkönyv | Muktar 35' Fausi 39' | Nézőszám: 8 000 Játékvezető: Rinaldo Barlassina (olasz) |  |

| 1934. május 31. 180. – 1934-es vb, negyeddöntő | Ausztria               | 2–1               | Magyarország          | Bologna, Olaszország                                   |  |
|                                                | Horvath 8' Zischek 52' | (1–0) Jegyzőkönyv | Sárosi 56' (11-esből) | Nézőszám: 15 000 Játékvezető: Francesco Mattea (olasz) |  |

| 1934. október 7. 181. – 1933–1935-ös Európa-kupa | Magyarország             | 3–1               | Ausztria    | Budapest                                                                                  |  |
|                                                  | Sárosi 33' 47' Toldi 86' | (1–1) Jegyzőkönyv | Zischek 11' | Stadion: Hungária körúti stadion Nézőszám: 33 000 Játékvezető: Rinaldo Barlassina (olasz) |  |

| 1934. december 9. 182. – barátságos | Olaszország                           | 4–2               | Magyarország        | Milánó                                                                          |  |
|                                     | Guaita 27' 37' Ferrari 63' Meazza 83' | (2–2) Jegyzőkönyv | Sárosi 18' Avar 39' | Stadion: San Siro Stadion Nézőszám: 42 000 Játékvezető: Alois Beranek (osztrák) |  |

| 1934. december 16. 183. – barátságos | Írország                              | 2–4               | Magyarország                       | Dublin                                                                      |  |
|                                      | Donelly 36' Bermingham 62' (11-esből) | (1–2) Jegyzőkönyv | Avar 19' 85' Vincze 30' Markos 86' | Stadion: Dalymount Park Nézőszám: 25 000 Játékvezető: John Langenus (belga) |  |

1935
| 1935. április 14. 184. – 1933–1935-ös Európa-kupa | Svájc                                               | 6–2               | Magyarország               | Zürich                                                 |  |
|                                                   | Jaeck 8' Kielholz 21' 35' 59' Abegglen III. 40' 65' | (4–0) Jegyzőkönyv | Cseh II 61' 72' (11-esből) | Nézőszám: 30 000 Játékvezető: Walter Lewington (angol) |  |

| 1935. május 12. 185. – barátságos | Magyarország                              | 6–3               | Ausztria                                  | Budapest                                                                            |  |
|                                   | Titkos 5' 13' Sárosi 7' 72' 76' Toldi 79' | (3–2) Jegyzőkönyv | Hahnreitter 16' Zischek 27' Durspeckt 58' | Stadion: Üllői úti stadion Nézőszám: 32 000 Játékvezető: Rinaldo Barlassina (olasz) |  |

| 1935. május 19. 186. – barátságos | Franciaország    | 2–0               | Magyarország | Párizs                                                 |  |
|                                   | Courtois 37' 70' | (1–0) Jegyzőkönyv |              | Nézőszám: 25 000 Játékvezető: Walter Lewington (angol) |  |

| 1935. szeptember 22. 187. – 1933–1935-ös Európa-kupa | Magyarország | 1–0               | Csehszlovákia | Budapest                                                                             |  |
|                                                      | Markos 60'   | (0–0) Jegyzőkönyv |               | Stadion: Hungária körúti stadion Nézőszám: 22 000 Játékvezető: John Langenus (belga) |  |

| 1935. október 6. 188. – 1933–1935-ös Európa-kupa | Ausztria                      | 4–4               | Magyarország                      | Bécs                                                  |  |
|                                                  | Bican 7' 56' 60' Hoffmann 22' | (2–4) Jegyzőkönyv | Toldi 6' Vincze 8' 30' Sárosi 21' | Nézőszám: 40 000 Játékvezető: Karl Wunderlin (svájci) |  |

| 1935. november 10. 189. – barátságos | Magyarország                                        | 6–1               | Svájc            | Budapest                                                                            |  |
|                                      | Cseh II 21' Toldi 39' Vincze 44' 90' Sárosi 66' 82' | (3–0) Jegyzőkönyv | Abegglen III 72' | Stadion: Üllői úti stadion Nézőszám: 16 000 Játékvezető: Rinaldo Barlassina (olasz) |  |

| 1935. november 24. 190. – 1933–1935-ös Európa-kupa | Olaszország              | 2–2               | Magyarország   | Milánó                                                                             |  |
|                                                    | Colaussi 70' Ferrari 71' | (0–1) Jegyzőkönyv | Sárosi 43' 78' | Stadion: Stadio Civico Arena Nézőszám: 45 000 Játékvezető: Hans Wütherich (svájci) |  |

1936
| 1936. március 15. 191. – barátságos | Magyarország                      | 3–2               | Németország        | Budapest                                                                                    |  |
|                                     | Titkos 14' Cseh II 63' Sárosi 83' | (1–1) Jegyzőkönyv | Urban 29' Lenz 57' | Stadion: Hungária körúti stadion Nézőszám: 33 000 Játékvezető: Augustin Krist (csehszlovák) |  |

| 1936. április 5. 192. – barátságos | Ausztria                  | 3–5               | Magyarország                       | Bécs                                                                                |  |
|                                    | Zischek 18' Bican 46' 88' | (1–3) Jegyzőkönyv | Cseh II 17' 24' Kállai 35' 72' 87' | Stadion: Hohe Warte Stadion Nézőszám: 46 000 Játékvezető: Lucien Leclercq (francia) |  |

| 1936. május 3. 193. – barátságos | Magyarország                     | 3–3               | Írország                 | Budapest                                                                                      |  |
|                                  | Sárosi 6' 47' (11-esből) Sas 73' | (1–2) Jegyzőkönyv | Dunne 11' 68' Madden 20' | Stadion: Hungária körúti stadion Nézőszám: 15 000 Játékvezető: Julius Brüll dr. (csehszlovák) |  |

| 1936. május 31. 194. – barátságos | Magyarország | 1–2               | Olaszország             | Budapest                                                                                 |  |
|                                   | Turay 70'    | (0–1) Jegyzőkönyv | Pasinati 31' Meazza 77' | Stadion: Hungária körúti stadion Nézőszám: 32 000 Játékvezető: Adolf Miesz dr. (osztrák) |  |

| 1936. szeptember 27. 195. – 1936–1938-as Európa-kupa | Magyarország                             | 5–3               | Ausztria                   | Budapest                                                                           |  |
|                                                      | Toldi 15' 30' 64' Cseh II 41' Titkos 73' | (3–2) Jegyzőkönyv | Binder 2' Sindelar 28' 65' | Stadion: Üllői úti stadion Nézőszám: 32 000 Játékvezető: Lucien Leclercq (francia) |  |

| 1936. október 4. 196. – barátságos | Románia    | 1–2               | Magyarország        | Bukarest                                            |  |
|                                    | Bindea 22' | (1–0) Jegyzőkönyv | Lázár 65' Toldi 83' | Nézőszám: 35 000 Játékvezető: John Langenus (belga) |  |

| 1936. október 18. 197. – 1936–1938-as Európa-kupa | Csehszlovákia                            | 5–2               | Magyarország        | Prága                                                                        |  |
|                                                   | Kloc 27' 30' 82' Boucek 79' Kopeczky 87' | (2–2) Jegyzőkönyv | Titkos 7' Toldi 33' | Stadion: Sparta-pálya Nézőszám: 20 000 Játékvezető: Walter Lewington (angol) |  |

| 1936. december 2. 198. – barátságos | Anglia                                             | 6–2               | Magyarország           | London                                                  |  |
|                                     | Brook 25' Drake 34' 39' 66' Britton 53' Carter 89' | (3–1) Jegyzőkönyv | Cseh II 26' Vincze 50' | Nézőszám: 36 000 Játékvezető: Lucien Leclercq (francia) |  |

| 1936. december 6. 199. – barátságos | Írország                        | 2–3               | Magyarország                     | Dublin                                                |  |
|                                     | Fallon 21' Davis 72' (11-esből) | (1–2) Jegyzőkönyv | Titkos 37' Cseh II 38' Toldi 48' | Nézőszám: 30 000 Játékvezető: Harold Nattrass (angol) |  |

1937
| 1937. április 11. 200. – 1936–1938-as Európa-kupa | Svájc       | 1–5               | Magyarország                                | Bázel                                               |  |
|                                                   | G. Aeby 58' | (0–2) Jegyzőkönyv | Sárosi 26' Zsengellér 41' 59' 70' Dudás 77' | Nézőszám: 22 000 Játékvezető: John Langenus (belga) |  |

| 1937. április 25. 201. – 1936–1938-as Európa-kupa | Olaszország             | 2–0               | Magyarország | Torino                                                                                     |  |
|                                                   | Colaussi 33' Frossi 81' | (1–0) Jegyzőkönyv |              | Stadion: Benito Mussolini Stadion Nézőszám: 35 000 Játékvezető: William Bangerter (svájci) |  |

| 1937. május 9. 202. – barátságos | Magyarország | 1–1               | Jugoszlávia | Budapest                                                                                  |  |
|                                  | Cseh II 60'  | (0–1) Jegyzőkönyv | Lesnik 42'  | Stadion: Hungária körúti stadion Nézőszám: 16 000 Játékvezető: Rinaldo Barlassina (olasz) |  |

| 1937. május 23. 203. – barátságos | Magyarország       | 2–2               | Ausztria       | Budapest                                                                       |  |
|                                   | Sas 2' Cseh II 83' | (1–2) Jegyzőkönyv | Pesser 13' 45' | Stadion: Üllői úti stadion Nézőszám: 17 000 Játékvezető: John Langenus (belga) |  |

| 1937. szeptember 19. 204. – 1936–1938-as Európa-kupa | Magyarország                                      | 8–3               | Csehszlovákia                 | Budapest                                                                                |  |
|                                                      | Zsengellér 15' Sárosi 34' 51' 60' 62' 77' 80' 85' | (2–2) Jegyzőkönyv | Riha 21' Rulc 26' Nejedly 65' | Stadion: Hungária körúti stadion Nézőszám: 27 000 Játékvezető: Peco Bauwens dr. (német) |  |

| 1937. október 10. 205. – 1936–1938-as Európa-kupa | Ausztria  | 1–2               | Magyarország           | Bécs                                                                         |  |
|                                                   | Stroh 73' | (0–1) Jegyzőkönyv | Sárosi 21' Cseh II 85' | Stadion: Práter-stadion Nézőszám: 45 000 Játékvezető: Charles Argent (angol) |  |

| 1937. november 14. 206. – 1936–1938-as Európa-kupa | Magyarország        | 2–0               | Svájc | Budapest                                                                          |  |
|                                                    | Sárosi 3' Toldi 63' | (1–0) Jegyzőkönyv |       | Stadion: Üllői úti stadion Nézőszám: 10 000 Játékvezető: Mika Popović (jugoszláv) |  |

1938
| 1938. január 9. 207. – barátságos | Portugália                                       | 4–0               | Magyarország | Lisszabon                                                  |  |
|                                   | Espirito Santo 14' Joao Cruz 15' 75' Soreiro 48' | (2–0) Jegyzőkönyv |              | Nézőszám: 10 000 Játékvezető: Georges Capdeville (francia) |  |

| 1938. január 16. 208. – barátságos | Luxemburg | 0–6               | Magyarország                                                           | Luxembourg                                         |  |
|                                    |           | (0–1) Jegyzőkönyv | Szendrődi 15' 59' 82' Kállai 73' Zsengellér 75' (11-esből) Miklósi 80' | Nézőszám: 10 000 Játékvezető: Peco Bauwens (német) |  |

| 1938. március 20. 209. – barátságos | Németország  | 1–1               | Magyarország | Nürnberg                                            |  |
|                                     | Siffling 29' | (1–0) Jegyzőkönyv | Toldi 49'    | Nézőszám: 53 000 Játékvezető: John Langenus (belga) |  |

| 1938. március 25. 210. – 1938-as vb-selejtező | Magyarország                                                                          | 11–1              | Görögország | Budapest                                                                             |  |
|                                               | Zsengellér 15' 23' (11-esből) 25' 67' 85' Titkos 18' 79' Vincze 30' Nemes 37' 41' 51' | (7–0) Jegyzőkönyv | Makrisz 90' | Stadion: Hungária körúti stadion Nézőszám: 14 000 Játékvezető: Denis Xifandu (román) |  |

| 1938. június 5. 211. – 1938-as vb, nyolcaddöntő | Magyarország                                          | 6–0               | Holland India | Reims, Franciaország                                 |  |
|                                                 | Kohut 13' Toldi 16' Sárosi 25' 89' Zsengellér 30' 76' | (4–0) Jegyzőkönyv |               | Nézőszám: 10 000 Játékvezető: Roger Conrié (francia) |  |

| 1938. június 12. 212. – 1938-as vb, negyeddöntő | Svájc | 0–2               | Magyarország              | Lille, Franciaország                                     |  |
|                                                 |       | (0–1) Jegyzőkönyv | Sárosi 43' Zsengellér 30' | Nézőszám: 20 000 Játékvezető: Rinaldo Barlassina (olasz) |  |

| 1938. június 16. 213. – 1938-as vb, elődöntő | Magyarország                                                   | 5–1               | Svédország | Párizs, Franciaország                                   |  |
|                                              | Jacobsson 20' (öngól) Titkos 37' Sárosi 67' Zsengellér 39' 85' | (3–1) Jegyzőkönyv | Nyberg 1'  | Nézőszám: 28 000 Játékvezető: Lucien Leclercq (francia) |  |

| 1938. június 19. 214. – 1938-as vb, döntő | Olaszország                   | 4–2               | Magyarország         | Párizs, Franciaország                                                                |  |
|                                           | Colaussi 6' 35' Piola 17' 82' | (3–1) Jegyzőkönyv | Titkos 8' Sárosi 70' | Stadion: Colombes Stadion Nézőszám: 65 000 Játékvezető: Georges Capdeville (francia) |  |

| 1938. december 7. 215. – barátságos | Skócia                                      | 3–1               | Magyarország          | Glasgow                                                                   |  |
|                                     | Walker 19' (11-esből) Black 29' Gillick 31' | (3–0) Jegyzőkönyv | Sárosi 72' (11-esből) | Stadion: Ibrox Park Nézőszám: 20 000 Játékvezető: Harold Nattrass (angol) |  |

1939
| 1939. február 26. 216. – barátságos | Hollandia                   | 3–2               | Magyarország              | Rotterdam                                                                  |  |
|                                     | Vente 38' 46' De Harder 80' | (1–1) Jegyzőkönyv | Zsengellér 6' Gyetvai 78' | Stadion: Feijenoord Stadion Nézőszám: 35 000 Játékvezető: Law Dale (angol) |  |

| 1939. március 16. 217. – barátságos | Franciaország               | 2–2               | Magyarország    | Párizs                                                                           |  |
|                                     | Ben Barek 15' Heisserer 87' | (1–1) Jegyzőkönyv | Kiszely 17' 55' | Stadion: Parc des Princes Nézőszám: 30 000 Játékvezető: Walter Lewington (angol) |  |

| 1939. március 19. 218. – barátságos | Írország               | 2–2               | Magyarország               | Cork                                                  |  |
|                                     | Bradshaw 14' Carey 88' | (1–1) Jegyzőkönyv | Zsengellér 38' Kolláth 50' | Nézőszám: 12 000 Játékvezető: Harold Nattrass (angol) |  |

| 1939. április 2. 219. – barátságos | Svájc                                 | 3–1               | Magyarország | Zürich                                                                             |  |
|                                    | G. Aeby 43' P. Aebi 74' Walaschek 80' | (1–0) Jegyzőkönyv | Déri 54'     | Stadion: Hardturm-stadion Nézőszám: 22 000 Játékvezető: Raffaele Schorzoni (olasz) |  |

| 1939. május 18. 220. – barátságos | Magyarország    | 2–2               | Írország           | Budapest                                                                            |  |
|                                   | Kolláth 39' 84' | (1–0) Jegyzőkönyv | O'Flanagan 52' 77' | Stadion: Hungária körúti stadion Nézőszám: 15 000 Játékvezető: Peco Bauwens (német) |  |

| 1939. június 8. 221. – barátságos | Magyarország | 1–3               | Olaszország               | Budapest                                                                           |  |
|                                   | Kiszely 78'  | (0–1) Jegyzőkönyv | Piola 2' Colaussi 59' 66' | Stadion: Üllői úti stadion Nézőszám: 36 000 Játékvezető: Thomas Thompson (északír) |  |

| 1939. augusztus 27. 222. – barátságos | Lengyelország                      | 4–2               | Magyarország            | Varsó                                              |  |
|                                       | Wilimowski 34' 64' 77' Piontek 74' | (1–2) Jegyzőkönyv | Zsengellér 14' Ádám 31' | Nézőszám: 21 000 Játékvezető: Esko Pekkonen (finn) |  |

| 1939. szeptember 24. 223. – barátságos | Magyarország                               | 5–1               | Németország | Budapest                                                                          |  |
|                                        | Kincses 5' Zsengellér 7' 51' 73' Dudás 79' | (2–1) Jegyzőkönyv | Lehner 38'  | Stadion: Üllői úti stadion Nézőszám: 25 000 Játékvezető: Generoso Dattilo (olasz) |  |

| 1939. október 22. 224. – barátságos | Románia       | 1–1               | Magyarország | Bukarest                                                                     |  |
|                                     | Spielmann 78' | (0–0) Jegyzőkönyv | Tóth III 76' | Stadion: ANEF-stadion Nézőszám: 32 000 Játékvezető: Generoso Dattilo (olasz) |  |

| 1939. november 12. 225. – barátságos | Jugoszlávia | 0–2               | Magyarország            | Belgrád                                                                  |  |
|                                      |             | (0–1) Jegyzőkönyv | Sárosi 28' Tóth III 70' | Stadion: BSK-pálya Nézőszám: 20 000 Játékvezető: Hans Wütherich (svájci) |  |

### 1940–1949
1940
| 1940. március 31. 226. – barátságos | Magyarország            | 3–0               | Svájc | Budapest                                                                              |  |
|                                     | Sárosi 25' 63' Sütő 32' | (2–0) Jegyzőkönyv |       | Stadion: Üllői úti stadion Nézőszám: 32 000 Játékvezető: Milenko Podubski (jugoszláv) |  |

| 1940. április 7. 227. – barátságos | Németország           | 2–2               | Magyarország            | Berlin                                                                       |  |
|                                    | Gauchel 3' Binder 25' | (2–2) Jegyzőkönyv | Toldi 4' Sárosi III 45' | Stadion: Olimpiai Stadion Nézőszám: 102 000 Játékvezető: Louis Baert (belga) |  |

| 1940. május 2. 228. – Duna-kupa | Magyarország | 1–0               | Horvátország | Budapest                                                                              |  |
|                                 | Dudás 86'    | (0–0) Jegyzőkönyv |              | Stadion: Üllői úti stadion Nézőszám: 15 000 Játékvezető: Constantin Rădulescu (román) |  |

| 1940. május 19. 229. – Duna-kupa | Magyarország           | 2–0               | Románia | Budapest                                                                          |  |
|                                  | Sárosi 73' Gyetvai 74' | (0–0) Jegyzőkönyv |         | Stadion: Üllői úti stadion Nézőszám: 20 000 Játékvezető: Mika Popović (jugoszláv) |  |

| 1940. szeptember 29. 230. – barátságos | Magyarország | 0–0         | Jugoszlávia | Budapest                                                                       |  |
|                                        |              | Jegyzőkönyv |             | Stadion: Üllői úti stadion Nézőszám: 20 000 Játékvezető: Alois Beranek (német) |  |

| 1940. október 6. 231. – barátságos | Magyarország            | 2–2               | Németország              | Budapest                                                                          |  |
|                                    | Kiszely 31' Kincses 61' | (1–1) Jegyzőkönyv | Lehner 24' Hahnemann 58' | Stadion: Üllői úti stadion Nézőszám: 36 000 Játékvezető: Generoso Dattilo (olasz) |  |

| 1940. december 1. 232. – barátságos | Olaszország  | 1–1               | Magyarország | Genova                                                                             |  |
|                                     | Trevisan 14' | (1–0) Jegyzőkönyv | Bodola 62'   | Stadion: Luigi Ferraris Stadion Nézőszám: 35 000 Játékvezető: Peco Bauwens (német) |  |

| 1940. december 8. 233. – barátságos | Horvátország | 1–1               | Magyarország | Zágráb                                                                          |  |
|                                     | Welfl 10'    | (1–1) Jegyzőkönyv | Sárvári 25'  | Stadion: Građanski-stadion Nézőszám: 8 000 Játékvezető: Giuseppe Scarpi (olasz) |  |

1941
| 1941. március 23. 234. – Duna-kupa | Jugoszlávia     | 1–1               | Magyarország | Belgrád                                                                     |  |
|                                    | Valjarevics 43' | (1–1) Jegyzőkönyv | Gyetvai 8'   | Stadion: BSK-pálya Nézőszám: 20 000 Játékvezető: Raffaele Schorzoni (olasz) |  |

| 1941. április 6. 235. – barátságos                                      | Németország                                                                   | 7–0               | Magyarország | Köln                                                   |  |
|                                                                         | Janes 24' (11-esből) Walter 28' Kobierski 34' Hahnemann 51' 67' Schön 62' 81' | (3–0) Jegyzőkönyv |              | Nézőszám: 65 000 Játékvezető: Pedro Escartín (spanyol) |  |
| Megjegyzés: A válogatott történetének egyik legnagyobb arányú veresége. |                                                                               |                   |              |                                                        |  |

| 1941. november 16. 236. – barátságos | Svájc       | 1–2               | Magyarország              | Zürich                                                                       |  |
|                                      | Monnard 77' | (0–1) Jegyzőkönyv | Kovács 45' Olajkár II 74' | Stadion: Hardturm-stadion Nézőszám: 24 000 Játékvezető: Peco Bauwens (német) |  |

1942
| 1942. május 3. 237. – barátságos | Magyarország                                         | 3–5               | Németország                                  | Budapest                                                                            |  |
|                                  | Nagymarosi 18' (11-esből) Zsengellér 30' Tihanyi 45' | (3–1) Jegyzőkönyv | Walter 16' 65' Janes 59' Dörfel 70' Sing 89' | Stadion: Üllői úti stadion Nézőszám: 40 000 Játékvezető: Rinaldo Barlassina (olasz) |  |

| 1942. június 14. 238. – barátságos | Magyarország | 1–1               | Horvátország | Budapest                                                                          |  |
|                                    | Szusza 60'   | (0–0) Jegyzőkönyv | Plese 78'    | Stadion: Üllői úti stadion Nézőszám: 28 000 Játékvezető: Friedrich Müller (német) |  |

| 1942. november 1. 239. – barátságos | Magyarország                       | 3–0               | Svájc | Budapest                                                                     |  |
|                                     | Bodola 30' Németh 73' Tóth III 79' | (1–0) Jegyzőkönyv |       | Stadion: Üllői úti stadion Nézőszám: 35 000 Játékvezető: Helmut Fink (német) |  |

1943
| 1943. május 16. 240. – barátságos | Svájc       | 1–3               | Magyarország                  | Genf                                                                           |  |
|                                   | Monnard 16' | (1–3) Jegyzőkönyv | Bodola 32' 43' Zsengellér 34' | Stadion: Charmilles Stadion Nézőszám: 25 000 Játékvezető: Peco Bauwens (német) |  |

| 1943. június 6. 241. – barátságos | Bulgária               | 2–4               | Magyarország             | Szófia                                             |  |
|                                   | Milev 61' Szpaszov 81' | (0–3) Jegyzőkönyv | Zsengellér 3' 8' 14' 69' | Nézőszám: 15 000 Játékvezető: Dusan Marek (horvát) |  |

| 1943. szeptember 12. 242. – barátságos | Svédország     | 2–3               | Magyarország                                   | Stockholm                                          |  |
|                                        | Nordahl 7' 41' | (2–1) Jegyzőkönyv | Zsengellér 15' Sárvári 50' Leander 76' (öngól) | Nézőszám: 38 000 Játékvezető: Max Viinioksa (finn) |  |

| 1943. szeptember 15. 243. – barátságos | Finnország | 0–3               | Magyarország                 | Helsinki                                         |  |
|                                        |            | (0–2) Jegyzőkönyv | Tóth III 11' 47' Sárvári 35' | Nézőszám: 10 000 Játékvezető: Ivan Eklind (svéd) |  |

| 1943. november 7. 244. – barátságos | Magyarország   | 2–7               | Svédország                                                      | Budapest                                                                     |  |
|                                     | Szusza 22' 45' | (2–2) Jegyzőkönyv | Carlsson 15' Nyberg 42' 87' Nilsson II. 46' 75' Nordahl 53' 71' | Stadion: Üllői úti stadion Nézőszám: 39 000 Játékvezető: Adolf Miesz (német) |  |

1944
Ebben az évben a válogatottnak nem volt mérkőzése.
1945
| 1945. augusztus 19. 245. – barátságos | Magyarország                        | 2–0               | Ausztria | Budapest                                                                         |  |
|                                       | Rudas 18' (11-esből) Zsengellér 32' | (2–0) Jegyzőkönyv |          | Stadion: Üllői úti stadion Nézőszám: 40 000 Játékvezető: Szigeti György (magyar) |  |

| 1945. augusztus 20. 246. – barátságos | Magyarország                                        | 5–2               | Ausztria               | Budapest                                                                      |  |
|                                       | Puskás 12' Szusza 13' 56' Zsengellér 15' Vincze 38' | (4–2) Jegyzőkönyv | Kominek 22' Decker 44' | Stadion: Üllői úti stadion Nézőszám: 20 000 Játékvezető: Hertzka Pál (magyar) |  |

| 1945. szeptember 30. 247. – barátságos | Magyarország                                                                  | 7–2               | Románia                   | Budapest                                                                      |  |
|                                        | Hidegkuti 8' 86' Puskás 15' 66' Zsengellér 25' Rudas 32' (11-esből) Nyers 39' | (5–2) Jegyzőkönyv | Fábián 17' Pecsovszky 43' | Stadion: Üllői úti stadion Nézőszám: 35 000 Játékvezető: Hertzka Pál (magyar) |  |

1946
| 1946. április 14. 248. – barátságos | Ausztria                             | 3–2               | Magyarország            | Bécs                                                                               |  |
|                                     | Decker 24' 86' Balogh II 72' (öngól) | (1–2) Jegyzőkönyv | Nyers 6' Zsengellér 26' | Stadion: Práter-stadion Nézőszám: 60 000 Játékvezető: Jaroslav Vlček (csehszlovák) |  |

| 1946. október 6. 249. – barátságos | Magyarország | 2–0               | Ausztria | Budapest                                                                          |  |
|                                    | Deák 13' 32' | (2–0) Jegyzőkönyv |          | Stadion: Üllői úti stadion Nézőszám: 35 000 Játékvezető: Mika Popović (jugoszláv) |  |

| 1946. október 30. 250. – barátságos | Luxemburg      | 2–7               | Magyarország                                       | Esch-sur-Alzette                                         |  |
|                                     | Scheer 17' 47' | (1–3) Jegyzőkönyv | Puskás 15' 60' 85' Deák 30' 70' 75' Nagymarosi 32' | Nézőszám: 10 000 Játékvezető: Emile Eischen (luxemburgi) |  |

1947
| 1947. május 4. 251. – barátságos | Magyarország                                             | 5–2               | Ausztria    | Budapest                                                                              |  |
|                                  | Puskás 11' Egresi 12' Szusza 50' 64' Bortoli 89' (öngól) | (2–2) Jegyzőkönyv | Epp 17' 45' | Stadion: Üllői úti stadion Nézőszám: 37 000 Játékvezető: Marijan Matančić (jugoszláv) |  |

| 1947. május 11. 252. – barátságos | Olaszország               | 3–2               | Magyarország                     | Torino                                                                            |  |
|                                   | Gabetto 24' 70' Menti 89' | (1–0) Jegyzőkönyv | Szusza 52' Puskás 76' (11-esből) | Stadion: Stadio Comunale Nézőszám: 70 000 Játékvezető: Paul von Wartburg (svájci) |  |

| 1947. június 29. 253. – 1947-es Balkán-bajnokság | Jugoszlávia                        | 2–3               | Magyarország                       | Belgrád                                                                            |  |
|                                                  | Cimermančić 36' Puskás 60' (öngól) | (1–1) Jegyzőkönyv | Szilágyi I 33' Puskás 47' Mike 84' | Stadion: Partizan Stadion Nézőszám: 35 000 Játékvezető: Constantin Iliescu (román) |  |

| 1947. augusztus 17. 254. – 1947-es Balkán-bajnokság | Magyarország                                                          | 9–0               | Bulgária | Budapest                                                                            |  |
|                                                     | Deák 15' 34' 52' 79' Zsolnai 26' Hidegkuti 47' 50' 86' Nagymarosi 48' | (3–0) Jegyzőkönyv |          | Stadion: Üllői úti stadion Nézőszám: 20 000 Játékvezető: Constantin Iliescu (román) |  |

| 1947. augusztus 20. 255. – 1947-es Balkán-bajnokság | Magyarország                   | 3–0               | Albánia | Budapest                                                                            |  |
|                                                     | Zsolnai 7' Egresi 24' Deák 53' | (2–0) Jegyzőkönyv |         | Stadion: Üllői úti stadion Nézőszám: 15 000 Játékvezető: Dimitar Sztojanov (bolgár) |  |

| 1947. szeptember 14. 256. – barátságos | Ausztria                                              | 4–3               | Magyarország | Bécs                                                                           |  |
|                                        | Körner II 22' Hahnemann 30' Binder 65' (11-esből) 77' | (2–1) Jegyzőkönyv |              | Stadion: Práter-stadion Nézőszám: 60 000 Játékvezető: Giovanni Galeati (olasz) |  |

| 1947. október 12. 257. – 1947-es Balkán-bajnokság | Románia | 0–3               | Magyarország              | Bukarest                                                   |  |
|                                                   |         | (0–2) Jegyzőkönyv | Egresi 21' Puskás 35' 74' | Nézőszám: 35 000 Játékvezető: Milenko Podubski (jugoszláv) |  |

1948
| 1948. április 22. 258. – 1948–1953-as Európa-kupa | Magyarország                                               | 7–4               | Svájc                                        | Budapest                                                              |  |
|                                                   | Puskás 1' 88' Deák 36' 76' Gőcze 42' Egresi 74' Szusza 86' | (3–3) Jegyzőkönyv | Lusenti 5' Amadò 30' Maillard 31' Tamini 87' | Stadion: Üllői út Nézőszám: 32 000 Játékvezető: Karl Czerny (osztrák) |  |

| 1948. május 2. 259. – 1948–1953-as Európa-kupa | Ausztria                                           | 3–2               | Magyarország        | Bécs                                                                               |  |
|                                                | Melchior I 24' Wagner 67' (11-esből) Körnek II 84' | (1–1) Jegyzőkönyv | Szusza 16' Deák 48' | Stadion: Práter-stadion Nézőszám: 65 000 Játékvezető: Jaroslav Vlček (csehszlovák) |  |

| 1948. május 23. 260. – 1948-as Balkán-bajnokság | Albánia | 0–0         | Magyarország | Tirana                                                                              |  |
|                                                 |         | Jegyzőkönyv |              | Stadion: Qernal Stafa-stadion Nézőszám: 35 000 Játékvezető: Leo Lemešić (jugoszláv) |  |

| 1948. május 23. 261. – 1948-as Balkán-bajnokság 000. – 1948–1953-as Európa-kupa | Magyarország        | 2–1               | Csehszlovákia | Budapest                                                                     |  |
|                                                                                 | Egresi 16' Deák 73' | (1–0) Jegyzőkönyv | Subert 81'    | Stadion: Üllői út Nézőszám: 37 000 Játékvezető: Marijan Matančić (jugoszláv) |  |

| 1948. június 6. 262. – 1948–1953-as Európa-kupa | Magyarország                                                      | 9–0               | Románia | Újpest                                                                                   |  |
|                                                 | Mészáros 30' 46' Egresi 43' 60' 71' Puskás 57' 87' Kocsis 66' 84' | (2–0) Jegyzőkönyv |         | Stadion: Megyeri úti stadion Nézőszám: 45 000 Játékvezető: Petrović Mlinarić (jugoszláv) |  |

| 1948. szeptember 19. 263. – 1948-as Balkán-bajnokság | Lengyelország         | 2–6               | Magyarország                                                  | Varsó                                                      |  |
|                                                      | Kohut 35' Cieslik 66' | (1–3) Jegyzőkönyv | Bozsik 19' Hidegkuti 25' 82' Szusza 30' Deák 67' Tóth III 68' | Nézőszám: 40 000 Játékvezető: Jaroslav Vlček (csehszlovák) |  |

| 1948. október 3. 264. – barátságos | Magyarország        | 2–1               | Ausztria       | Újpest                                                                                  |  |
|                                    | Deák 16' Szusza 31' | (2–1) Jegyzőkönyv | Melchior I 42' | Stadion: Megyeri úti stadion Nézőszám: 30 000 Játékvezető: Jaroslav Vlček (csehszlovák) |  |

| 1948. október 24. 265. – 1948-as Balkán-bajnokság | Románia        | 1–5               | Magyarország                    | Bukarest                                                                                 |  |
|                                                   | Pecsovszky 77' | (0–1) Jegyzőkönyv | Puskás 44' 63' 84' Deák 50' 68' | Stadion: Köztársasági-stadion Nézőszám: 48 000 Játékvezető: Jaroslav Vlček (csehszlovák) |  |

| 1948. november 7. 266. – 1948-as Balkán-bajnokság | Bulgária    | 1–0               | Magyarország | Szófia                                                                          |  |
|                                                   | Milanov 15' | (1–0) Jegyzőkönyv |              | Stadion: Junak stadion Nézőszám: 38 000 Játékvezető: Constantin Iliescu (román) |  |

1949
| 1949. április 10. 267. – 1948–1953-as Európa-kupa | Csehszlovákia                                       | 5–2               | Magyarország                     | Prága                                                       |  |
|                                                   | Preis 43' Šimanský 58' Hlaváček 63' 66' Pažický 71' | (1–0) Jegyzőkönyv | Puskás 61' (11-esből) Szusza 78' | Nézőszám: 55 000 Játékvezető: Maximilian Sznajder (lengyel) |  |

| 1949. május 8. 268. – 1948–1953-as Európa-kupa | Magyarország                                         | 6–1               | Ausztria     | Újpest                                                                                  |  |
|                                                | Deák 1' 48' Kocsis 23' Puskás 33' 82' (11-esből) 86' | (3–0) Jegyzőkönyv | Melchior 80' | Stadion: Megyeri úti stadion Nézőszám: 50 000 Játékvezető: Jaroslav Vlček (csehszlovák) |  |

| 1949. június 12. 269. – 1948–1953-as Európa-kupa | Magyarország | 1–1               | Olaszország     | Újpest                                                                           |  |
|                                                  | Deák 29'     | (1–0) Jegyzőkönyv | Carapellese 11' | Stadion: Megyeri úti stadion Nézőszám: 47 000 Játékvezető: William Evans (angol) |  |

| 1949. június 19. 270. – barátságos | Svédország           | 2–2               | Magyarország            | Stockholm                                                                           |  |
|                                    | Jeppson 81' Gren 84' | (1–0) Jegyzőkönyv | Budai II 26' Kocsis 48' | Stadion: Råsunda Stadion Nézőszám: 38 000 Játékvezető: Karel van der Meer (holland) |  |

| 1949. július 10. 271. – barátságos | Magyarország                                                  | 8–2               | Lengyelország       | Debrecen                                                                               |  |
|                                    | Deák 14' 45' 52' 61' Egresi 20' Puskás 35' 86' Keszthelyi 49' | (4–0) Jegyzőkönyv | Kohut 75' Mamoń 79' | Stadion: Nagyerdei stadion Nézőszám: 30 000 Játékvezető: Josef Nemčovský (csehszlovák) |  |

| 1949. október 16. 272. – barátságos | Ausztria                            | 3–4               | Magyarország                          | Bécs                                                                        |  |
|                                     | Decker 2' 48' (11-esből) Dienst 32' | (2–3) Jegyzőkönyv | Puskás 8' 73' (11-esből) Deák 24' 28' | Stadion: Práter-stadion Nézőszám: 65 000 Játékvezető: William Evans (angol) |  |

| 1949. október 30. 273. – barátságos | Magyarország                                   | 5–0               | Bulgária | Újpest                                                                                  |  |
|                                     | Deák 17' Budai II 57' Rudas 67' Puskás 70' 84' | (1–0) Jegyzőkönyv |          | Stadion: Megyeri úti stadion Nézőszám: 36 000 Játékvezető: Jaroslav Vlček (csehszlovák) |  |

| 1949. november 20. 274. – barátságos | Magyarország                          | 5–0               | Svédország | Újpest                                                                           |  |
|                                      | Kocsis 9' 49' 56' Puskás 24' Deák 70' | (2–0) Jegyzőkönyv |            | Stadion: Megyeri úti stadion Nézőszám: 50 000 Játékvezető: George Reader (angol) |  |

## Statisztika
Alább megtalálható az 1930 és 1949 között lejátszott összes mérkőzés statisztikája 10 évenkénti bontásban.
- A teljesítmény számítása kétpontos rendszer alapján történt (győzelem 2 pont, döntetlen 1 pont, vereség 0 pont).
- Semleges helyszínnek minősülnek azok, amelyeket nem a két résztvevő ország egyikének területén játszották.
- A barátságos mérkőzésektől eltérő minden mérkőzés tétmérkőzésnek tekintendő.

1930–1939
|                  | M  | Gy | D  | V  | G+  | G–  | Gk  | T (%)  |
| ---------------- | -- | -- | -- | -- | --- | --- | --- | ------ |
| Összes mérkőzés  | 86 | 37 | 21 | 28 | 216 | 180 | +36 | 55,23  |
| Helyszín szerint |    |    |    |    |     |     |     |        |
| Otthon           | 34 | 21 | 8  | 5  | 102 | 52  | +50 | 73,53  |
| Idegenben        | 46 | 12 | 13 | 21 | 94  | 119 | –25 | 40,22  |
| Semleges         | 6  | 4  | 0  | 2  | 20  | 9   | +11 | 66,67  |
| Típus szerint    |    |    |    |    |     |     |     |        |
| Barátságos       | 53 | 20 | 14 | 19 | 119 | 117 | +2  | 50,94  |
| Tétmérkőzés      | 33 | 17 | 7  | 9  | 97  | 63  | +34 | 62,12  |
| Ellenfél szerint |    |    |    |    |     |     |     |        |
| Anglia           | 2  | 1  | 0  | 1  | 4   | 7   | –3  | 50,00  |
| Ausztria         | 17 | 7  | 6  | 4  | 44  | 43  | +1  | 58,82  |
| Bulgária         | 2  | 2  | 0  | 0  | 8   | 2   | +6  | 100,00 |
| Csehszlovákia    | 11 | 6  | 4  | 1  | 28  | 17  | +11 | 72,73  |
| Egyiptom         | 2  | 1  | 1  | 0  | 4   | 2   | +2  | 75,00  |
| Franciaország    | 2  | 0  | 1  | 1  | 2   | 4   | –2  | 25,00  |
| Görögország      | 1  | 1  | 0  | 0  | 11  | 1   | +10 | 100,00 |
| Holland India    | 1  | 1  | 0  | 0  | 6   | 0   | +6  | 100,00 |
| Hollandia        | 3  | 2  | 0  | 1  | 10  | 6   | +4  | 66,67  |
| Írország         | 5  | 2  | 3  | 0  | 14  | 11  | +3  | 70,00  |
| Jugoszlávia      | 3  | 1  | 1  | 1  | 5   | 4   | +1  | 50,00  |
| Lengyelország    | 1  | 0  | 0  | 1  | 2   | 4   | –2  | 0,00   |
| Luxemburg        | 1  | 1  | 0  | 0  | 6   | 0   | +6  | 100,00 |
| Németország      | 6  | 3  | 1  | 2  | 15  | 13  | +2  | 58,33  |
| Olaszország      | 11 | 0  | 2  | 9  | 13  | 31  | –18 | 9,09   |
| Portugália       | 2  | 0  | 0  | 2  | 0   | 5   | –5  | 0,00   |
| Románia          | 2  | 1  | 1  | 0  | 3   | 2   | +1  | 75,00  |
| Skócia           | 1  | 0  | 0  | 1  | 1   | 3   | –2  | 0,00   |
| Svájc            | 10 | 6  | 1  | 3  | 30  | 18  | +12 | 65,00  |
| Svédország       | 3  | 2  | 0  | 1  | 10  | 7   | +3  | 66,67  |

1940–1949
|                  | M  | Gy | D  | V | G+  | G– | Gk  | T (%)  |
| ---------------- | -- | -- | -- | - | --- | -- | --- | ------ |
| Összes mérkőzés  | 49 | 30 | 10 | 9 | 156 | 80 | +76 | 71,43  |
| Helyszín szerint |    |    |    |   |     |    |     |        |
| Otthon           | 25 | 19 | 4  | 2 | 95  | 31 | +64 | 84,00  |
| Idegenben        | 24 | 11 | 6  | 7 | 61  | 49 | +12 | 58,33  |
| Típus szerint    |    |    |    |   |     |    |     |        |
| Barátságos       | 31 | 18 | 7  | 6 | 94  | 58 | +36 | 69,35  |
| Tétmérkőzés      | 18 | 12 | 3  | 3 | 62  | 22 | +40 | 75,00  |
| Ellenfél szerint |    |    |    |   |     |    |     |        |
| Albánia          | 2  | 1  | 1  | 0 | 3   | 0  | +3  | 75,00  |
| Ausztria         | 10 | 7  | 0  | 3 | 33  | 19 | +14 | 70,00  |
| Bulgária         | 4  | 3  | 0  | 1 | 18  | 3  | +15 | 75,00  |
| Csehszlovákia    | 2  | 1  | 0  | 1 | 4   | 6  | –2  | 50,00  |
| Finnország       | 1  | 1  | 0  | 0 | 3   | 0  | +3  | 100,00 |
| Horvátország     | 3  | 1  | 2  | 0 | 3   | 2  | +1  | 66,67  |
| Jugoszlávia      | 3  | 1  | 2  | 0 | 4   | 3  | +1  | 66,67  |
| Lengyelország    | 2  | 2  | 0  | 0 | 14  | 4  | +10 | 100,00 |
| Luxemburg        | 1  | 1  | 0  | 0 | 7   | 2  | +5  | 100,00 |
| Németország      | 4  | 0  | 2  | 2 | 7   | 16 | –9  | 25,00  |
| Olaszország      | 3  | 0  | 2  | 1 | 4   | 5  | –1  | 33,33  |
| Románia          | 5  | 5  | 0  | 0 | 26  | 3  | +23 | 100,00 |
| Svájc            | 5  | 5  | 0  | 0 | 18  | 6  | +12 | 100,00 |
| Svédország       | 4  | 2  | 1  | 1 | 12  | 11 | +1  | 62,50  |